# Buc, Yvelines
Buc är en kommun i departementet Yvelines i regionen Île-de-France i norra Frankrike. Kommunen ligger i kantonen Versailles-Sud som tillhör arrondissementet Versailles. År 2022 hade Buc 5 868 invånare.

## Befolkningsutveckling
Antalet invånare i kommunen Buc
| Referens: INSEE |